# Froschlaichalge

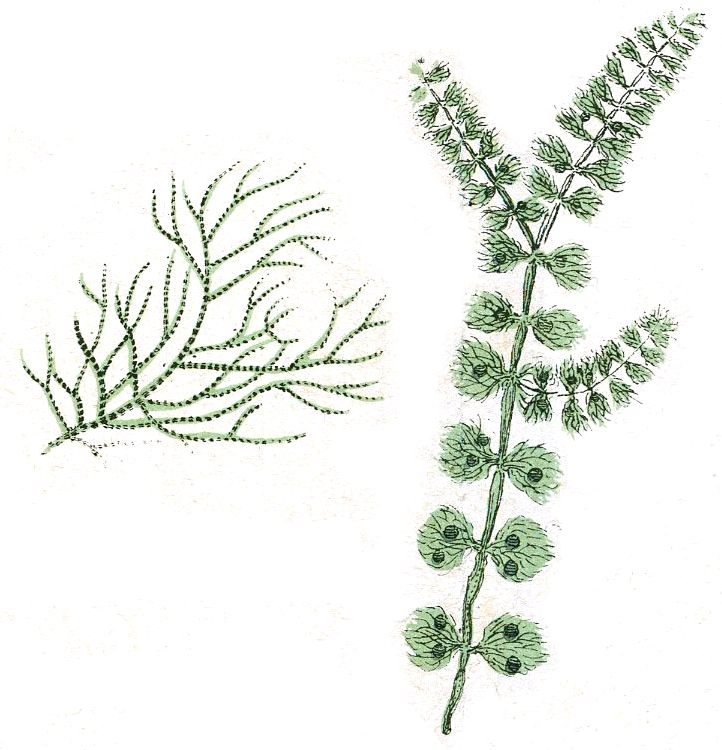
Illustration von Batrachospermum gelatinosum

Die Froschlaichalge oder Gemeine Froschlaichalge (Batrachospermum gelatinosum) ist eine Art der Rotalgen aus der Ordnung der Batrachospermales. Sie lebt im Süßwasser und gilt als Anzeiger für saubere Gewässer.

## Beschreibung
Das Lager ist grau, gallertig, schlüpfrig, basal festsitzend und ungefähr 2 bis 10 Zentimeter hoch. Es ist eine sich durch die ganze Alge ziehende, zentrale Achse vorhanden, die aus in einer Reihe angeordneten, langzylindrischen Zellen besteht. Die Achsenzellen weisen am oberen Ende reich verzweigte Astbüschel auf. Die Astbüschel stehen quirlartig, sind dicht gedrängt und bilden dichte Wirtel. Dadurch wirkt die Alge perlschnurartig. An den Wirteln befinden sich Kurzsprosse aus eiförmigen Zellen mit Bandchloroplasten. Die Zellen der Wirtel sind 5 bis 15 Mikrometer breit.
Der Entwicklungsgang ist bei der Gattung Batrachospermum dargestellt.

## Vorkommen
Froschlaichalgen (Batrachospermum) sind die häufigste Gattung der etwa 150 Rotalgenarten, die weltweit im Süßwasser vorkommen.
Batrachospermum gelatinosum ist in Europa, Asien, Nord- und Südamerika und Australien weit verbreitet. Sie gedeiht in Bächen von der Tundra bis zu wärmeren Regionen der Gemäßigten Zone und toleriert Wassertemperaturen von etwa 1,5–20 °C (in Nordamerika bis 27 °C).
In Mitteleuropa ist sie von Mai bis September als flottierende, sulzige Masse in schnell fließenden Bächen, Quellbächen sowie unterhalb von Wehren und in sauberen Seen anzutreffen.

## Systematik
Die Art wurde 1753 von Carl von Linné als Conferva gelatinosa beschrieben. Augustin-Pyrame de Candolle stellte sie 1801 in die Gattung Batrachospermum, deren Typusart sie ist. Die Gattung umfasst über 90 Arten. Für diese Art gibt es zahlreiche Synonyme.